# А4, Кулькова ручка
Шаблон:Художній проект
А4, Кулькова ручка (англ. A4, Ballpoint; рос. А4, Шариковая ручка) — щорічний художній проєкт, що проводиться з 2006 року серед українських та зарубіжних митців.
Організацію конкурсу здійснює Асоціація Діячів Сучасного Мистецтва України та Карась Галерея. Автор та куратор проєкту Євген Карась.

## Заснування
Конкурс було засновано в 2006 році Євгеном Карасем за активної участі київських художників, таких як Микола Кривенко, Вінні Реунов, Олег Тістол, Тіберій Сільваші, Влада Ралко, Володимир Будніков, Анатолій Криволап, Олександр Ройтбурд, Олександр Бабак, Стас Волязловський, Олексій Аполлонов, Ілля Ісупов та іншими. Початкова ідея полягала у поєднанні максимально простих офісних звичайних повсякденних канцтоварів та елітарного мистецтва. Проєкт одразу було заявлено як відкритий — роботи може присилати будь-хто без вікових, громадянських, соціальних чи інших обмежень.
"Ідея цього проєкту народилася із розмови з Миколою Кривенко, який запропонував зробити групову виставку художників, які малюють на папері, а удосконалилась у своєму кінцевому форматі «А4, Кулькова ручка» Вінні Реуновим.
«Ми запросили до проекту провідних та молодих українських художників, деякі з яких сформували ідеологічну раду, зокрема для конкурсної частини проекту, хоча навіть класики підпадали під естетичний остракізм.» Євген Карась, передмова до Каталогу робіт «А4, Кулькова ручка» 2006 року.
З 2010 року проведення виставок та видання каталогів відбувається у партнерстві та за сприяння Ігоря Воронова (Voronov Art Foundation).
У 2016 році бренд «A4, Ballpoint» було зареєстровано Євгеном Карасем як бренд у Всесвітній Організації Інтелектуальної Власності International Registration 1290428,  WIPO reference  943501401,  966353201[недоступне посилання з жовтня 2019]

## Формат
Творчі рамки проєкту жорстко обмежені мінімальним набором образотворчих засобів: кулькова ручка та стандартний аркуш канцелярського офісного паперу розміру А4 (29,7х21,0 см).
«Фактором єдності й цілісності в проекті виступив формат. Офісний білий папір стандартної величини був представлений всім учасникам як жорсткий канон, що сприяє зняттю тиску форми. Трохи парадоксальне формулювання має досить логічну основу: відсутність необхідності вибирати формат, засоби вираження, розкріпачує. Таким чином, формат перетворився на контекст, атмосферу виставки. У той час, як самі твори стали запрограмованою випадковістю.» Олена Мартинюк, арт-критикиня 2007 р.
Спочатку виставка, присвячена проєкту, мала назву «Художники малюють», але згодом і виставка, і проєкт стали носити назву «А4, Кулькова ручка».

## Каталоги проєкту

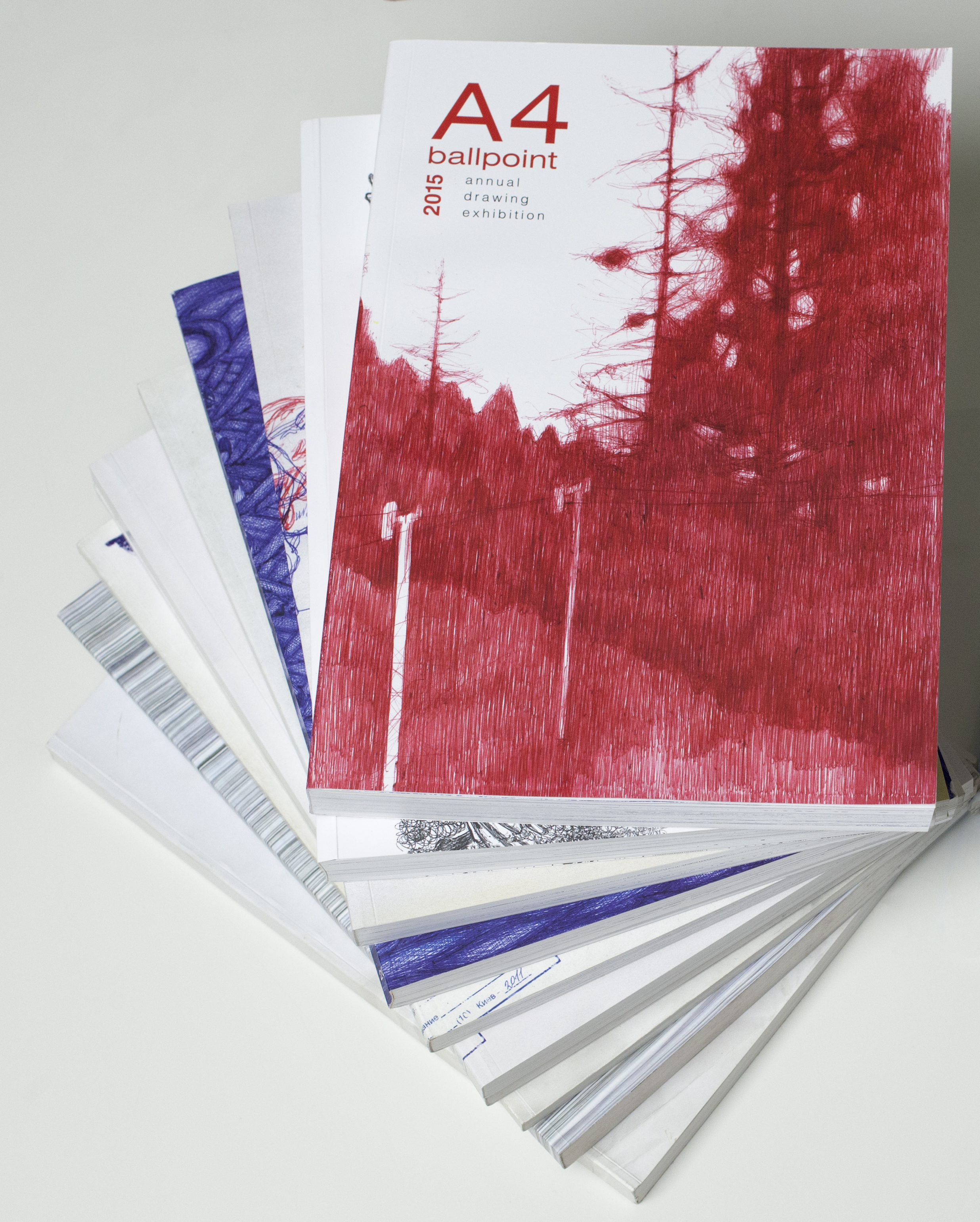
Фото каталогів проєкту «А4, Кулькова ручка» за 2006—2015 рік.

В каталоги проєкту входять усі відібрані роботи, що експонувалися під час щорічної виставки та найкращі у оригінальному форматі А4. Зазвичай каталог випускається рівно через рік після відкриття виставки, з розміщенням фотографій експозиції, усіх рисунків і текстів, наприклад, каталог 2013 року було презентовано на відкритті виставки «А4, Кулькова ручка» 2014 року. На грудень 2022 року видано 12 каталогів проєкту «А4, Кулькова ручка» за 2006—2017 роки та каталог робіт лауреата художньої премії імені Малевича Стаса Волязловського - "фронтмена" проєкту.

## Автори проєкту

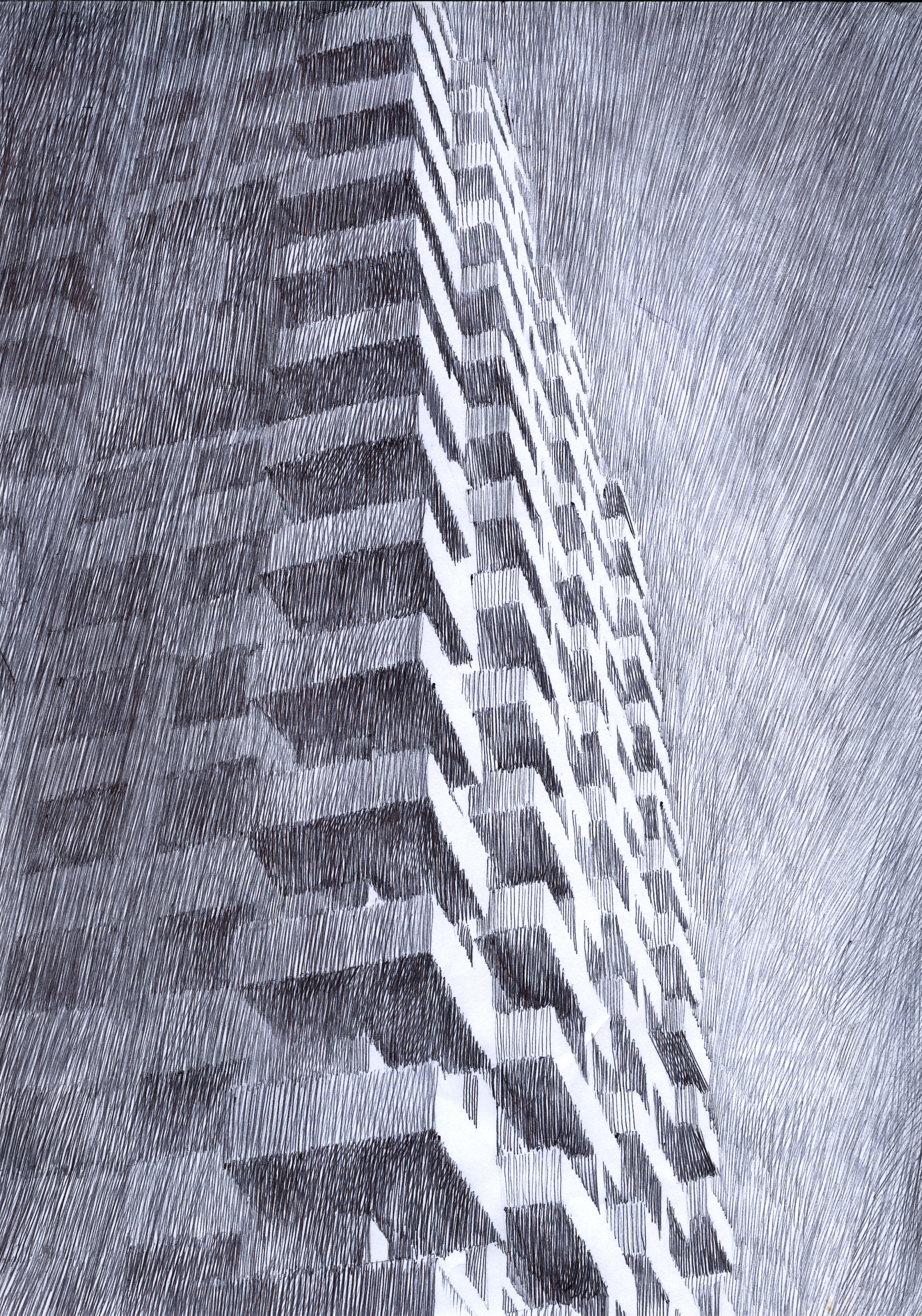
Олександра Клименко, 2015

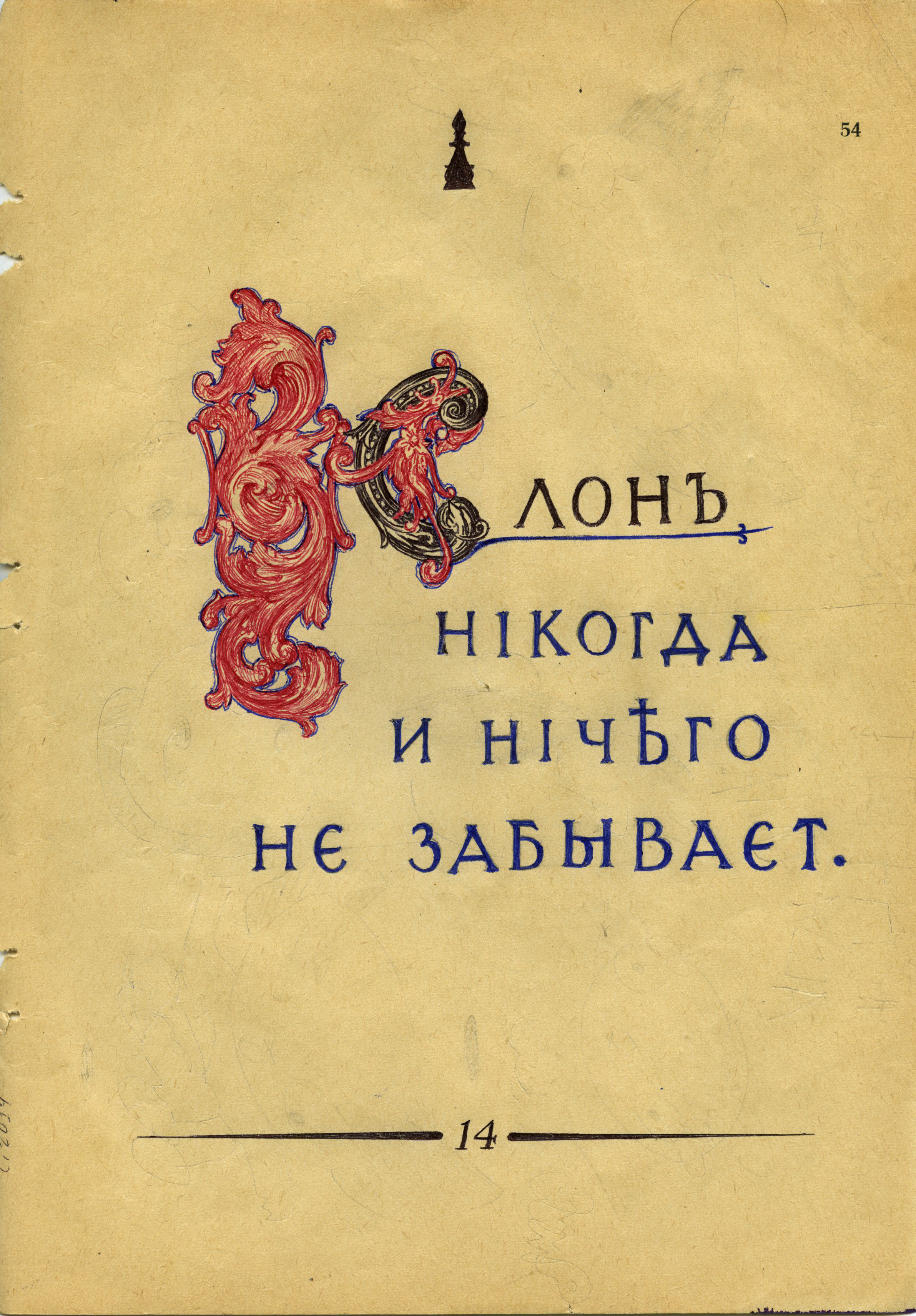
Андрій Стегура, 2014 рік

Початково проєкт обмежувався тільки художниками, але з 2012 року зона дослідження проєкту розширилася, і до участі були залучені роботи архітекторів, активно почали прийматися текстові роботи, що паралельно з естетичним несли смислове навантаження. Згодом до проєкту підключились композитори, письменники, модельєри, поети. Остаточно сформувалася мета проєкту — показ метафізики думки через її естетику в буденному матеріалі та технології (А4, кулькова ручка). В 2014 році в проєкті взяли участь такі письменники як Сергій Жадан, Оксана Забужко, Тарас Прохасько, Віктор Неборак, Катерина Репа ; композитори Валентин Сільвестров, Олександр Щетинський, Святослав Луньов, Віта Полєвая, Андрій Мєрхель; у 2015 — Юрій Андрухович, Катя Бабкіна, Анастасія Дмитрук. Всього проєкт нараховує понад 1000 авторів.
Неповний список авторів:
Aik Percc

DASE (Ізербеков Роман)

Ho Mer (Олександр Курмаз)

Jeton

Pazza Penello

Sadan 

Zigendemonic

Аврамов Дмитро

Агапєєв Віталий

Аксютов Андрій

Андреева Олена

Андрійчук  Андрій

Андрухович Юрій

Антонова Євгенія

Анцигін Єгор

Аполлонов Олексій

Атоян Анна

Афонін Віктор

Бабак Олександр

Бабкіна Катя

Бабченко Володимир

Бабченко Дар’я

Бабчинський Андрій

Багірова Інара

Байталюк Дарина

Балан Уляна

Бажай Василь

Бастюченко-Опаленко Дар’я

Бевза Петро

Бєлік Сергій

Березюк Ольга

Бекетов Денис

Безсмертна Юліана

Белов Анатолій

Белянина Олена

Біба Сергій

Білей Юрій

Білик Ксенія

Білик Назар

Близнюк Зінаїда

Бірючев Олександр

Біндіч Марина

Андрій Блудов

Бовкун Володимир

Бондаренко Вадим (Bondero)

Бруєвич Катерина

Брунєв Слава 

Бугайчук Дмитро

Будніков Володимир

Буйвід Віта

Варваров Анатолій

Вербицька Поліна

Верещак Олександр

Волокітін Артем

Волязловський Станіслав

Волязловська Юлія

Вороніна Олександра

Галкін Данило

Ганіна Надія

Ганькіна Віка

Гершуні Тетяна

Глинська Євгенія

Гнилицька Ксенія

Годунова Лариса

Гончар Назар

Гончар Петро

Горбова Єлизавета

Гордієнко Ольга

Гошовський Михайло

Громов Роман

Григор’єва Гилина

Губіанури Бадрі

Гуліч Володимир

Гусарова Анна

Гусєв Ігор

Давитян Рузанна 

Давитян Наталля

Данілова Анастасія

Дегтярьов Сергій

Денисова Ніна

Дзендровский Юрій

Дзивульський Роман

Дірдовський Олександр

Довгий Віталій

Довгий Саша

Долженко Леся

Домненко Тетяна

Дмитрук Віталій

Дроздов Олег

Друганов Олександр

Дубовик Олександр

Дудка Світлана-Роксолана

Дудченко Андрій

Дишун Андрій

Єльцин Олександр

Єремеєва Ольга

Єремеєва Ірина

Єсюнин Олексій

Ємлютина Олена

Жадан Сергій

Животков Олександр

Животкова Тетяна

Живкова Тася

Забужко Оксана

Зарва Сергій

Западня Сергій

Задніпряна Ірина

Заставна Ірина

Звягінцева Анна

Іваненко Ірина

Іванов Добриня 

Ісупов Ілля

Іщенко Лора

Кавсан Дмитро

Кавсан Вадим

Кадан Микита

Кадзевич Олександр

Кадирова Жанна

Калєнік Ірина

Кальмуцька Віта

Канівець Ігор

Карабінович Микола

Карась Поліна

Карась-Левханян Тая

Кауфман Влодко

Кахідзе Алевтина

Келим-Золотайко Святослав

Киричук Поліна

Кисельова Маргарита

Коваль Юрій

Ковач Тарас

Ковач Павло

Кожухарь Володимир 

Колеснік Майя

Коломієць Олексій

Коломійчук Ярослав

Колотова Олена

Коновалов Ігор

Копиця Аліна

Король Мирослав

Корнєєва Тетяна

Корнієвський Сергій

Корнієнко Дмитро

Коршунов Євген

Костенко В’ячеслав

Костенко Микита

Костерева Юлія

Костирко Володимир

Костишина Ірина

Коханенко Вікторія

Кравцов Микита

Краснощоков Андрій

Кривенко Микола

Криволап Анатолій

Криволап Анна

Кривохижа Дар’я

Крістіна Юра

Кузнецова Олена

Кузьміч Даша

Кузнецов Володимир

Куцаченко Андрій

Кучмус Яна

Лебединець Петро

Леонець Ярослав

Леві Інга

Лінчук Саша

Лішаєва Олеся

Літвиненко Олексій

Літвиненко Аліна

Логачева Белла

Логов Антон

Лужецький Ростислав

Лукін Микола

Лукіна Олеся

Луців Віталія

Лисак Сергій

Лютий Олександр

Манн Олекса

Маков Павло

Маковецька Оксана

Малінка Олексій

Малінка Петро

Малишко Микола

Малишко Петро

Мамсіков Максим

Маркарян Вартан

Мась Оксана

Матвієнко Олександр

Матієнко Марія

Машницький В’ячеслав

Метель Тетяна

Мельничук Віктор

Мерхель Андрій 

Міловідова Наталля

Міронова Анна

Міронов Максим

Михайлов Борис

Михайлов Володимир

Михайлов Іван

Михайлова Ксенія

Михєєва Анна

Мовчан Віталій

Мороз Ліда

Мусатов Юрій

Мухов Володимир

Надточєєв Сергій

Надуда Анна

Науменко Олена

Небесник Іван

Неборак Віктор

Несененко Оксана

Ніколаєвський Олександр

Німенко Максим

Носак Ольга

Няголова Невена

Остапчук Анастасія

Остапець Анна

Острогляд Олена

Олін Олексій

Онисько Марсель

Онисько Поліна

Очередько Тетяна

Падовська Ольга

Падун Володимир

Павленко Марія

Паніч Сергій

Пасічник Марія

Перфецький Станіслав

Перекліта Ігор

Петренко Анна

Петушинська Анна

Пікуль Юрій

Пилипець Євген

Пилькевич Юлія

Піросмані Ніка

Пляцко Маричка

Покиданець Віктор 

Полева Віта 

Поліщук Іван

Поліщук Марія

Полященко Олена

Полященко Тетяна

Попеску Євген

Потапенков Едуард

Потемська Аліна

Придувалова Олена

Присяжнюк Ярослав

Прокоф’єв Ігор

Пронькіна Олена

Проценко Володимир

Пруненко Ілля

Пуханова Лариса

Равський Євген

Радько Сергій

Ралко Влада

Рева Маша

Репа Катерина

Реунов Вінні

Рідний Олександр

Рідний Микола

Рогошевський Данило

Рой Христина

Рой Ліза

Ройтбурд Олександр

Роман Василь

Романов Валентин

Романенко Маргарита

Рунова Софія

Рибальченко Євген

Рябченко Василь

Рябченко Степан

Савко Олександр

Савченко Анна

Савченко Вадим

Сагайдаковський Андрій

Саєнко Ярина

Сай Олексій

Саліванов Денис

Саллер Роберт

Самбовський Євген

Самофалов Артур

Свириденко Вя’чеслав

Секереш Олеся

Селищева Ольга

Серафіні Луїджі

Сидоренко Олександр

Сидоренко Анна

Сидоренко Віктор 

Сільваши Тіберій

Сімонова Аріна

Сіренко Анастасія

Скороход Ольга

Скугарєва Марина

Скрибченко Даша

Слажнєв Борис

Смірнов Антон

Совертков Олексій

Соловйова Катерина

Соломко Юрій

Сомик-Пономаренко Ірина

Стегура Андрій

Стельмах Олена

Степаненко Анатоль

Струк Світлана

Сусленко Олег

Суханицбка Олена

Табака Тарас

Таран Оксана

Темієва Лейла

Тимків Любомир

Токарева Олександра

Тремба Руслан

Туріна Стас

Ти Хо

Федотова Аліна

Федченко Анна

Фірцак Борис

Фурсінова Наталя

Харабарук Вадим

Харкевич Віктор

Хасилева Інна

Хіміч Михайло

Ходаніч Михайло

Хожай Даша

Хоменко Віктор

Хоменко Леся

Хоменко Яся

Храпачев А.Н.

Худякова Юлія

Цикура Ігор

Чайка Сергій

Чепелик-Кожин В’ячеслав

Чепелик Оксана

Чернівчан Ярослав

Чорнобров Филип

Чізелдайн Міла

Чічкан Ілля

Шевцова Дар’я

Шевченко Наталля

Шемседінова Еліна

Шерстюк Маргарита

Шуміхін Данило

Шубіна Маша

Шульгіна Ася

Шуст-Цимбалюк Наталья

Щербань Яна

Щетинський Олександр

Юн Христина

Юрашко Віка та Влад

Юрашко Лєра

Яковець Володимир

Якубенко Аліна

Якунін Сергій

Ялоза Альбина 

Янович Ігор

## Ретроспективні виставки
Окрім щорічної виставки робіт проєкту «А4, Кулькова ручка», організатори задля популяризації ідеї демократичного високого мистецтва проводять ретроспективні виставки найкращих робіт під час різних масштабних заходів та фестивалів, зокрема проєкт виставлявся в рамках Kyiv Art Conterporary (2013), Art Vilinius (2009, 2015), Український пейзаж (2014), Книжковий Арсенал (2015, 2016, 2018), Kyiv Art Fair (2017), NordArt (2021), UKRAINISCHES KUNSTTAGEBUCH, Кельн (2025).

## Основні принципи конкурсу
На конкурс приймаються твори, виконані ТІЛЬКИ кульковою ручкою (гелеві, чорнильні, тушеві ручки, олівці, фломастери, тощо не є прийнятними) на звичайному офісному папері формату А4 (210x297 мм) вертикальної компоновки. Кількість поданих творів від одного Автора не обмежена. Твори мають бути розбірливо підписані олівцем із зворотної сторони (повне ім'я автора українською та англійською, рік створення роботи, місто, телефон, e-mail).
Твір має бути оригінальним (не цифрова або аналогова копія).
Журі лишає за собою право щодо прийому або відмові в прийомі неформатних творів.

## Участь
Організатори проєкту приймають роботи до розгляду без будь-яких обмежень у віку, статі, громадянстві, освіті, соціальних чи будь-яких інших обмежень. Неповнолітні учасники обов'язково мають узгодити участь в проєкті із батьками, або особами, що несуть за них відповідальність.

## Процедура відбору
Процедуру відбору проводить непублічна експертна група, що створюється організаторами проєкту з художників, теоретиків мистецтва, кураторів, культурних діячів, спонсорів та партнерів проєкту, інших осіб. Склад журі є непублічним та не розголошується задля запобігання тиску з боку зацікавлених осіб.